# جواز سفر نيجري
جواز السفر النيجري هو وثيقة رسمية تصدر لمواطني النيجر، للسفر الدولي. وتطبع المعلومات بالإنجليزية والفرنسية.

## المعلومات المحتوية
- الاسم
- اسم العائلة
- الجنسية (النيجرية)
- تاريخ الولادة
- الجنس
- مكان الولادة
- تاريخ الانتهاء
- رقم الجواز

## متطلبات التأشيرة
اعتبارًا من 2 يوليو 2019 كان مواطنو النيجر يتمتعون بدخول 54 دولة وإقليم بدون تأشيرة أو تأشيرة عند الوصول، مما يجعل جواز السفر النيجيري يحتل المرتبة 90 من حيث حرية السفر وفقًا مؤشر هينلي لجوازات السفر.